# Kei Kumai
Kei Kumai (熊井启, Kei Kumai, 1 de juny de 1930 - 23 de maig de 2007) va ser un director de cinema japonès d'Azumino, a la prefectura de Nagano. Després d'estudiar literatura a la Universitat de Shinshu, va treballar com a assistent de direcció.
Potser el seu film més conegut és Sandakan N º 8, que va rebre l'aplaudiment general per abordar la qüestió d'una dona forçada a prostituir-se a Borneo, abans de l'esclat de la Segona Guerra Mundial. Kumai va fer un altre film el 1976, Cap del Nord, protagonitzada per l'actriu francesa Claude Jade com una monja suïssa que s'enamora d'un enginyer japonès en un viatge des de Marsella a Yokohama.
Altres obres seves són Oceà a creu, la mort d'un mestre de te protagonitzada per Toshiro Mifune com Sen no Rikyu (Lleó d'argent al Festival de Venècia de 1989) i la pel·lícula El mar que ens mira (2002), basada en el darrer guió d'Akira Kurosawa.